# 塩沢天人志
塩沢 天人志（しおざわ たかとし）は日本の漫画家。男性。

## 経歴
- 2003年、『ガンガンパワード』にて『GUN'S-ANGEL』でデビュー。
- 2007年、『月刊少年ガンガン』にて『FULLMOON』を初連載。
- 2011年11月、『月刊少年ガンガン』にて『ファイナルファンタジー零式』のコミカライズ作品を、2012年2月まで短期連載で作画を担当する。
- 2012年4月、『月刊少年ガンガン』にて『ファイナルファンタジー零式外伝 氷剣の死神』を連載開始する。

## 作品リスト

### 連載
- FULLMOON（『月刊少年ガンガン』2007年9月号 - 2009年2月号）
- ファイナルファンタジー零式（『月刊少年ガンガン』2011年12月号 - 2012年3月号）
- ファイナルファンタジー零式外伝 氷剣の死神（『月刊少年ガンガン』2012年5月号 - 2014年2月号）
- ナヴァグラハ -DefenD 9 Triggers-（『月刊少年シリウス』2015年10月号 - 2017年1月号）

### 読切
- GUN'S-ANGEL（『ガンガンパワード』2003年夏季号）
- DEAD END（『ガンガンパワード』2004年春季号）
- ドンモグ（『月刊少年ガンガン』2004年6月号）
- さとことカラス（『月刊少年ガンガン』2004年8月号）
- SPIKE THE DEAD（『月刊少年ガンガン』2005年3月号）
- FULLMOON（『月刊少年ガンガン』2006年2月号）
- 阿修羅（『ガンガンカスタム』2006年11月号）
- 隣人狩り（『月刊少年ガンガン』2010年6月号）

## 師匠
- 大久保篤